# 陈炯明都督府旧址
陈炯明都督府旧址，位于中国广东省汕尾市海丰县海城镇博约街，为海丰县的一个县级文物保护单位，类型为近现代重要史迹及代表性建筑，公布时间为2004年12月31日。
陈炯明都督府旧址的历史年代为民国初。

## 建筑
建筑主体是一座双层楼房，面宽五间，坐北向南。东、西两侧和北侧有厢房圈护。东西各有两层小楼阁式哨房。主楼前面辟为庭院，中心置一攒尖顶凉亭。总面积2700平方米。